# Hydrachnidae
Hydrachnidae este o familie din subclasa Acari. Această familie include acarieni acvatici dulcicoli sau marine.

## Descriere
Aceștia  au o lungime de 0,5 - 2 mm cel mai mare având până la 8 mm. Corpul lor este de formă rotundă, mai rar alungită. Posedă o colorație vie, roșiatică. Vederea este asigurată de 2 – 4 ochi situați dorsal. Picioare subt acoperite cu perișori ce servesc pentru înot, doar membrii genului Limnochares nu le au, deplasându-se pe fundul bazinului. Picioarele posterioare au o lungime mai mare. Respirația este realizată de trahee ce se deschid prin două perechi de stigme situate la baza coxelor primelor perechi de picioare. Însă, unii respiră prin tegument (ex. genul Atax). 

## Modul de viață
Aceste artropode habitează în apele stătătoare sau lin curgătoare. 

## Ciclul de viață
Dezvoltarea acestor acarieni are loc prin metamorfoză. Larvele lor parazitează insectele acvatice, uneori unele specii de moluște. Ele au doar 6 picioare. 